# Temmincks jungletimalia
De Temmincks jungletimalia (Pellorneum pyrrogenys synoniem: Trichastoma pyrrogenys) is een zangvogel uit de familie Pellorneidae.

## Verspreiding en leefgebied
Deze soort telt 4 ondersoorten:
- P. p. pyrrogenys: Java.
- P. p. erythrote: westelijk Sarawak (westelijk Borneo).
- P. p. longstaffi: noordwestelijk Borneo.
- P. p. canicapillus: noordelijk Borneo.